# Ykkönen 2020
Die Ykkönen 2020 war die 27. Spielzeit der zweithöchsten finnischen Fußballliga unter diesem Namen und die insgesamt 83. Spielzeit seit der offiziellen Einführung einer solchen im Jahr 1936. Sie begann statt am 18. April wegen der COVID-19-Pandemie erst am 27. Juni 2020 und endete am 8. November 2020.

## Modus
Die Liga wurde von zehn auf zwölf Mannschaften aufgestockt. Diese spielten an 22 Spieltagen jeweils zweimal gegeneinander. Die ursprüngliche Absicht, die Liga danach in eine Meister- und Abstiegsrunde zu teilen, wurde wegen der COVID-19-Pandemie verworfen.
Der Meister stieg direkt in die Veikkausliiga auf, der Zweite konnte über die Relegation aufsteigen. Die letzten drei Vereine steigen in die drittklassige Kakkonen ab.

## Teilnehmer und ihre Spielstätten
Als Aufsteiger aus der Kakkonen 2019 kamen Mikkelin Palloilijat, IF Gnistan und Seinäjoen JK Akatemia nach dem Gewinn der Playoffs dazu. Aus der Veikkausliiga 2019 stieg Vaasan PS und Kokkolan Palloveikot als Verlierer der Relegation ab.
| Verein                     | Stadt     | Stadion                      | Kapazität |
| -------------------------- | --------- | ---------------------------- | --------- |
| Seinäjoen JK Akatemia      | Seinäjoki | OmaSP Stadion                | 6.000     |
| Ekenäs IF                  | Raseborg  | Ekenäs centrumplan           | 2.500     |
| IF Gnistan                 | Helsinki  | Mustapekka Arena             | 1.100     |
| FF Jaro                    | Jakobstad | Jakobstads centralplan       | 5.000     |
| AC Kajaani                 | Kajaani   | Kajaanin liikuntapuisto      | 1.000     |
| Kokkolan Palloveikot       | Kokkola   | Kokkolan keskuskenttä        | 2.000     |
| Kotkan Työväen Palloilijat | Kotka     | Arto Tolsa Arena             | 4.780     |
| Mikkelin Palloilijat       | Mikkeli   | Mikkelin urheilupuisto       | 7.000     |
| Musan Salama               | Pori      | Stadion Pori                 | 12.3000   |
| Myllykosken Pallo -47      | Kouvola   | Saviniemen jalkapallostadion | 4.167     |
| AC Oulu                    | Oulu      | Raatin Stadion               | 6.996     |
| Vaasan PS                  | Vaasa     | Elisa Stadion                | 6.009     |

## Abschlusstabelle
| Pl. | Verein                      | Sp. | S  | U | N  | Tore    | Diff. | Punkte |
| --- | --------------------------- | --- | -- | - | -- | ------- | ----- | ------ |
| 1.  | AC Oulu                     | 22  | 15 | 5 | 2  | 038:160 | +22   | 50     |
| 2.  | Kotkan Työväen Palloilijat  | 22  | 14 | 5 | 3  | 051:230 | +28   | 47     |
| 3.  | FF Jaro                     | 22  | 12 | 5 | 5  | 050:310 | +19   | 41     |
| 4.  | Ekenäs IF                   | 22  | 10 | 6 | 6  | 045:250 | +20   | 36     |
| 5.  | Musan Salama                | 22  | 10 | 4 | 8  | 038:380 | ±0    | 34     |
| 6.  | Vaasan PS (A)               | 22  | 9  | 6 | 7  | 037:360 | +1    | 33     |
| 7.  | Mikkelin Palloilijat (N)    | 22  | 8  | 5 | 9  | 029:350 | −6    | 29     |
| 8.  | Kokkolan Palloveikot (A, R) | 22  | 8  | 4 | 10 | 038:340 | +4    | 28     |
| 9.  | IF Gnistan (N)              | 22  | 7  | 4 | 11 | 038:490 | −11   | 25     |
| 10. | AC Kajaani                  | 22  | 5  | 8 | 9  | 035:370 | −2    | 23     |
| 11. | Seinäjoen JK Akatemia (N)   | 22  | 4  | 3 | 15 | 022:490 | −27   | 15     |
| 12. | Myllykosken Pallo -47       | 22  | 1  | 3 | 18 | 021:690 | −48   | 06     |

Platzierungskriterien: 1. Punkte – 2. Tordifferenz – 3. geschossene Tore

| Zum Saisonende 2020:                                                                                    |                                                                                |
| Aufsteiger in die Veikkausliiga 2021 Teilnahme an der Relegation zum Aufstieg Absteiger in die Kakkonen |                                                                                |
| |                                                                                |
| Zum Saisonende 2019:                                                                                    |                                                                                |
| (A) | Absteiger aus der Veikkausliiga 2019: Vaasan PS                                |
| (R) | Verlierer der Relegation: Kokkolan Palloveikot                                 |
| (N) | Neuaufsteiger aus der Kakkonen: Mikkelin Palloilijat, IF Gnistan, SJK Akatemia |

### Relegation
Aufstieg
Das Hinspiel fand am 11. November statt, das Rückspiel am 14. November 2020.
|                            | Gesamt |          | Hinspiel | Rückspiel |
| -------------------------- | ------ | -------- | -------- | --------- |
| Kotkan Työväen Palloilijat | (a)1:1 | Turku PS | 0:0      | 1:1       |

## Torschützenliste
| Pl. | Name             | Team                       | Tore |
| --- | ---------------- | -------------------------- | ---- |
| 01. | Darren Smith     | Ekenäs IF                  | 17   |
| 02. | Juuso Aalto      | Musan Salama               | 14   |
| 03. | Jeremiah Streng  | Seinäjoen JK Akatemia      | 12   |
| 04. | Mika Junco       | Kotkan Työväen Palloilijat | 11   |
| 04. | Anthony Olusanya | FF Jaro                    | 11   |
| 06. | Aleksi Tarvonen  | Kokkolan Palloveikot       | 10   |